# Idioma dhauwurd wurrung
Dhauwurd Wurrung es un término usado para un grupo de lenguas habladas por varios grupos de la gente Gunditjmara del Distrito Occidental (Victoria), Australia. Keerray Woorroong (también deletreado Girai Wurrung y variantes) es considerado por algunos como un idioma separado, por otros como un dialecto. El continuo dialectal constaba de varios lect como Kuurn Kopan Noot, Big Wurrung, Gai Wurrung y otros (cada uno con variantes ortográficas). No había un nombre tradicional para todo el continuo del dialecto y ha sido clasificado y etiquetado de manera diferente por diferentes lingüistas e investigadores. El grupo de idiomas también se conoce como lengua Gunditjmara y la lengua Warrnambool.
Los esfuerzos para revivir el idioma están en curso.

## Comarca
El idioma, en sus diversas variedades, se hablaba desde la Comarca de Glenelg hasta el Río Gellibrand y hasta aproximadamente 60 millas (96,6 km) interior.
Los efectos de la colonización de Victoria, que incluyeron las Guerras de Eumeralla, junto con las políticas gubernamentales posteriores que llevaron a la generación robada, tuvieron un efecto negativo drástico y continuo en los idiomas. Hoy en día, los descendientes de los hablantes de estos lects comúnmente se refieren a sí mismos como Gunditjmara, un término derivado de un afijo utilizado para indicar la pertenencia a un grupo específico de localidad.[cita requerida]

## Dialectos y nombres alternativos
AIATSIS (AUSTLANG) usa el nombre y la ortografía "Dhauwurd Wurrung" para la agrupación principal, siguiendo la Corporación aborigen victoriana para los idiomas y Ian Clark, y también brinda detalles sobre agrupaciones y nombres alternativos sugeridos por varios otros lingüistas. Las ortografías alternativas incluyen Djargurd Wurrung, Thaguwurung, Tyaupurt wurung, Dauwert woorong, Dhauhwurru, Dhau-urt-wuru, Tourahonong y muchas otras, y el grupo de idiomas también se conoce como el idioma Warrnambool o el idioma Gunditjmara. Gunditj Wurrung, que significa "lenguaje Gunditj", es utilizado por un maestro contemporáneo del idioma, el músico Gunditjmara Teatro Corey.
Keerray Woorroong (Girai Wurrung, Kirrae wuurong, Kiriwurrung, etc.) es considerado por la Victorian Aboriginal Corporation for Languages (siguiendo a Clark) como un idioma separado; es del pueblo Girai wurrung.
Gadubanud (Tindale Katubanut), también Yarro waetch, "tribu del Cabo Otway", fue hablado por un grupo conocido como el Gadubanud, del área del Cabo Otway. Barry Blake considera esto como un dialecto de la lengua de Warrnambool, pero Krishna-Pillay no lo hace.
Djargurd Wurrong (Warn tallin, Warn thalayn, Tjarcote, Dhautgart/Keerray (wurru)) era el idioma del pueblo Djargurd Wurrong.
Other dialects or alternative names include:
- Koornkopanoot (Kuurn Kopan Noot[10] también llamado Kurnkupanut por Blake[11])
- Bi:gwurrung (Peek-Whurrung y variantes, "la tribu Port Fairy")[12][8]
- Gaiwurrung (Kii wuurong,Kayiwurrung)[13][8]
- Wulluwurrung (Wuluwurrung, Woolwoowurrong)[14]
- Wirngilgnad dhalinanong (Wirngill gnat tallinanong) (Considerada como un sub-dialecto de Giraiwurrung por Clark)[15]
- Koort-Kirrup?[8] Only recorded by Dixon; Clark dice que Koort-Kirrup es el nombre de una persona que hablaba Wulluwurung[16]

## Características y palabras significativas
Los hablantes de estos idiomas tenían una forma de discurso de evitación llamada gnee wee banott (cambiar la lengua) que requería términos y gramática especiales en las conversaciones cuando un hombre y su suegra hablaban en compañía del otro.
Por lo tanto, si uno pregunta: "¿Adónde vas ahora?", esto se expresaría en el habla normal como:
- Wuunda gnin kitneean?

En el discurso de evitación de Gunditjmara, el mismo sentimiento se articularía de manera bastante diferente:
- Wuun gni gnin gninkeewan?

### Ngamadjidj
El término  ngamadjidj  fue utilizado para denotar personas blancas por Gunditjmara, con la misma palabra usada en el dialecto wergaia del idioma wemba wemba. La palabra también se usa para referirse a los fantasmas, ya que se pensaba que las personas con piel pálida eran los espíritus de los antepasados. El primer uso conocido es para referirse a William Buckley, un convicto fugitivo que vivió con la gente de Wathaurong cerca de Geelong desde 1803 hasta 1856.
El término también se aplicó a John Green, gerente de Coranderrk, una reserva aborigen al noreste de Melbourne entre 1863 y 1924. También se registró como utilizado para describir a otros misioneros como William Watson en Wellington(Nueva Gales del Sur), por la gente local Wiradjuri. El término era un cumplido, ya que significaba que los lugareños pensaban que alguna vez habían sido aborígenes, basándose en gran medida en el hecho de que podían hablar el idioma local.
Ngamadjidj es también el nombre dado a un arte rupestre en un refugio en el parque nacional Grampians, a veces traducido como la "Cueva de los Fantasmas".

## Estado y reactivación del idioma
Solo se sabía que tres hablantes hablaban el idioma en 1880, y otros cuatro aún hablaban con fluidez el dialecto Bi: gwurrung (Peek-Whurrung). No se han registrado hablantes fluidos entre 1975 y el censo australiano de 2016.
Hay varios esfuerzos en curso para revivir el idioma gunditjmara. Estos incluyen la serie de lecciones en línea Gunditj Wurrung en YouTube y el Programa de Idiomas Laka Gunditj. Los defensores del renacimiento del idioma incluyen a Vicki Couzens y Corey Theatre, que utiliza la música como medio para el renacimiento del idioma.

## En la cultura popular
El compositor, cantante y guitarrista de Gunditjmara, Corey Theatre, en colaboración con el compositor y director musical australiano Iain Grandage creó Gunditjmara Six Seasons. La pieza se canta íntegramente en el idioma gunditjmara y se interpretó en colaboración con el músico australiano aborigen (Gunditjmara y Bundjalung) Archie Roach en el Port Fairy Spring Music Festival de 2016.
La compositora y soprano australiana, Deborah Cheetham, escribió el primer réquiem de Australia basado en las guerras fronterizas australianas entre los aborígenes australianos en el suroeste de Victoria y colonos que se canta íntegramente en el idioma gunditjmara. La primera representación del réquiem, "Eumeralla, un réquiem de guerra por la paz" el 15 de junio de 2019 en Melbourne presentó a Cheetham con la Melbourne Symphony Orchestra, el MSO Chorus y el Dhungala Children's Choir.

## Fonología
A continuación se muestra un inventario fonético probable para el idioma Warrnambool.
|             | Labial | Dental | Alveolar | Retrofleja | Palatal | Velar |
| ----------- | ------ | ------ | -------- | ---------- | ------- | ----- |
| oclusiva    | p      | t̪      | t        | ʈ          | c       | k     |
| Nasal       | m      | n̪      | n        | ɳ          | ɲ       | ŋ     |
| Lateral     |        | l̪      | l        | ɭ          | ʎ       |       |
| Bibrante    |        |        | ɾ~r      |            |         |       |
| Aproximante |        |        |          | ɽ          |         |       |
| Semivocal   |        |        |          |            | j       | w     |

Las consonantes róticas no se distinguían en fuentes más antiguas. No está claro determinar si la consonante retrofleja era un deslizamiento o un colgajo. Ambos fueron escritos como r.
Aunque la mayoría de los idiomas aborígenes australianos usan tres vocales /a/, /i/ y /u/, la cantidad de vocales no se distingue claramente dentro de las otras fuentes del idioma Warrnambool. Hay cierta fluctuación entre /i/ y /e/, y /u/ y /o/. En la ortografía adoptada por Blake, 'donde había una vocal posterior que se presentaba antes de un palatal final de sílaba, se usaba /o/ en lugar de /u/, para dar una mejor idea de la pronunciación más probable (es decir, puroyn "noche")'.